# Municipio de Williams (condado de Benton)
El municipio de Williams (en inglés: Williams Township) es un municipio ubicado en el condado de Benton en el estado estadounidense de Misuri. En el año 2010 tenía una población de 3179 habitantes y una densidad poblacional de 8,76 personas por km².

## Geografía
El municipio de Williams se encuentra ubicado en las coordenadas 38°26′51″N 93°10′45″O / 38.44750, -93.17917. Según la Oficina del Censo de los Estados Unidos, el municipio tiene una superficie total de 362.89 km², de la cual 361,99 km² corresponden a tierra firme y (0,25 %) 0,9 km² es agua.

## Demografía
Según el censo de 2010, había 3179 personas residiendo en el municipio de Williams. La densidad de población era de 8,76 hab./km². De los 3179 habitantes, el municipio de Williams estaba compuesto por el 97,86 % blancos, el 0,6 % eran amerindios, el 0,19 % eran asiáticos, el 0,31 % eran de otras razas y el 1,04 % eran de una mezcla de razas. Del total de la población el 1,29 % eran hispanos o latinos de cualquier raza.